# Sabrina Carpenter
Sabrina Annlynn Carpenter (Lehigh Valley, Pennsylvania, 11 mei 1999) is een Amerikaans actrice en zangeres. Ze is bekend geworden door haar rol als Maya Hart in de Disney-sitcom Girl Meets World. In 2016 startte haar eerste tournee, de Evolution Tour. In 2024 begon ze aan haar Short n' Sweet Tour.

## Biografie

### Jeugd
Carpenter werd geboren in Lehigh Valley, Pennsylvania. Sabrina Carpenter werd derde in een zangwedstrijd georganiseerd door Miley Cyrus, "The Next Miley Cyrus Project". 

### Privéleven
Sabrina heeft twee oudere zussen en een halfzus. Sinds eind 2023 had ze een relatie met de Ierse acteur Barry Keoghan. Keoghan speelde ook in de videoclip voor Please Please Please de rol van haar geliefde. In december 2024 ging het stel uit elkaar.

## Filmografie

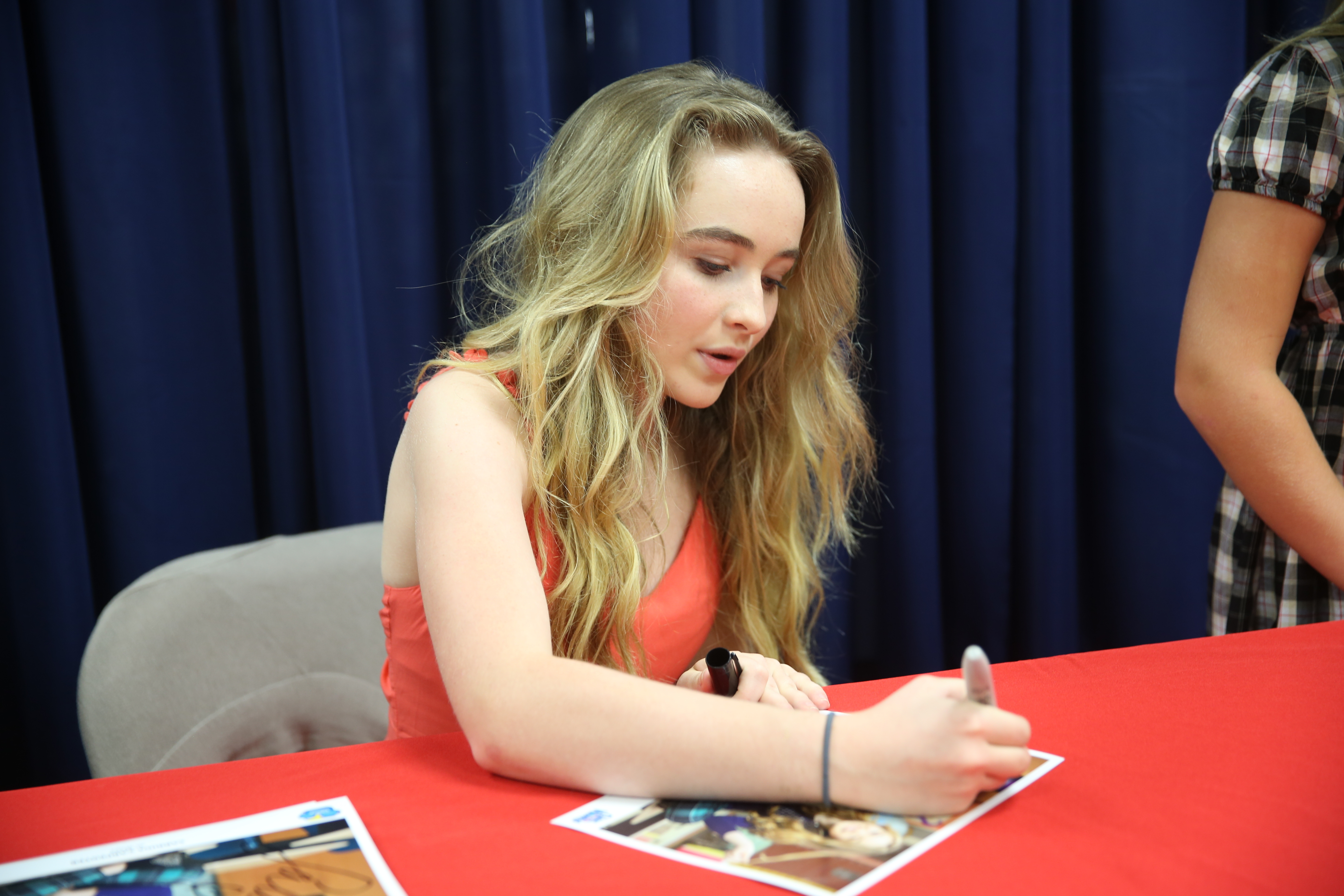
Sabrina Carpenter in 2014

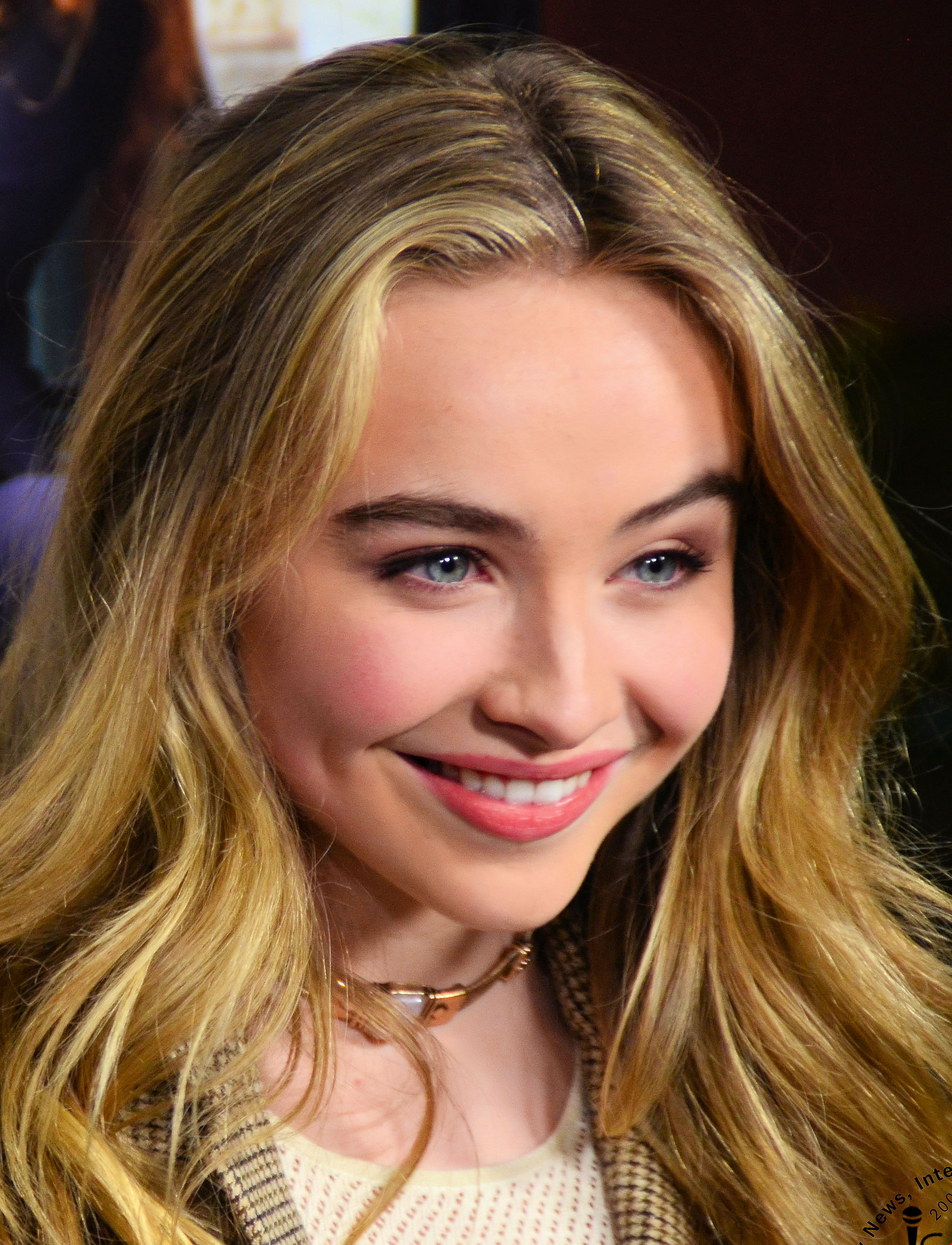
Sabrina Carpenter in 2015

### Films
| Jaar | Titel                              | Rol          | Opmerking                                           |
| ---- | ---------------------------------- | ------------ | --------------------------------------------------- |
| 2012 | Noobz                              | Brittney     |                                                     |
| 2013 | Horns                              | Jonge Merrin |                                                     |
| 2018 | The Hate U Give                    | Hayley       |                                                     |
| 2019 | The Short History of The Long Road | Nola         |                                                     |
| 2019 | Tall girl                          | Harper       | speelde de zus van het lange meisje in beide films. |
| 2020 | work it                            | Quinn        |                                                     |
| 2020 | Clouds                             | Sammy        |                                                     |
| 2022 | Tall Girl 2                        | Harper       | speelde de zus van het lange meisje in beide films. |
| 2022 | Emergency                          | Maddy        |                                                     |

### TV
| Jaar      | Programma                         | Rol                  | Opmerking                                       |
| --------- | --------------------------------- | -------------------- | ----------------------------------------------- |
| 2011      | Law & Order: Special Victims Unit | Paula                | 1 aflevering: "Possessed"                       |
| 2012      | Phineas and Ferb                  | Sissi                | Stem; 2 aflevering: "What A Croc!" en "Ferb TV" |
| 2012      | Gulliver Quinn                    | Iris                 |                                                 |
| 2012      | The Unproffesional                | Harper               |                                                 |
| 2013-2014 | Sofia het prinsesje               | Prinses Vivian       | Stem; wederkerende rol; 6 afleveringen          |
| 2013      | The Goodwin Games                 | Chloë Goodwin (jong) | wederkerende rol; 5 afleveringen                |
| 2013      | Orange Is the New Black           | Jessica Wedge        | 1 aflevering: "Fuckgiving"                      |
| 2013      | Austin & Ally                     | Lucy                 | 1 aflevering: "Moon Week & Mentors "            |
| 2014-2017 | Girl Meets World                  | Maya Hart            | Hoofdrol                                        |
| 2015      | Radio Disney Family Holiday       | Zichzelf             | Gast                                            |
| 2016      | Wander Over Yonder                | Melodie              | Stem; 1 aflevering: "The Legend"                |
| 2016      | Walk The Prank                    | Zichzelf             | 1 aflevering: "Adventures in Babysitting"       |
| 2016      | Adventures in Babysitting (2016)  | Jenny                | Disney Channel Original Movie                   |
| 2016-2019 | Milo Murphy's Wet                 | Melissa Chase        | Stem; Hoofdrol                                  |
| 2017      | Soy Luna                          | Zichzelf             | Gastrol in seizoen 2                            |

### Video Game
| Jaar | Programma         | Rol   | Opmerking                                    |
| ---- | ----------------- | ----- | -------------------------------------------- |
| 2011 | Just Dance Kids 2 | Coach | lied: I'm a Gummy Bear (The Gummy Bear Song) |

## Theater
| Jaar | Show                                            | Rol         | Opmerking                                                         |
| ---- | ----------------------------------------------- | ----------- | ----------------------------------------------------------------- |
| 2015 | Peter Pan and Tinker Bell: A Pirate's Christmas | Wendy       |                                                                   |
| 2020 | Mean Girls                                      | Cady Herron | Slechts 2 dagen door Broadway sluiting i.v.m de COVID-19-pandemie |

## Discografie

### Albums
| Jaar      | Naam                                 | Lengte                                                  |  | Opmerking |
| --------- | ------------------------------------ | ------------------------------------------------------- |  | --------- |
| 2014      | Can't Blame A Girl For Trying        | 4 nummers (12 min. 58 sec.)                             |  | EP        |
| 2015      | Eyes Wide Open                       | 12 nummers (40 min. 37 sec.)                            |  |           |
| 2016      | Evolution                            | 10 nummers (33 min. 25 sec.)                            |  |           |
| 2018      | Singular Act I                       | 8 nummers (25 min. 3 sec.)                              |  |           |
| 2019      | Singular Act II                      | 9 nummers (28 min. 52 sec.)                             |  |           |
| 2022      | Emails I Can’t Send                  | 13 nummers (39 min. 22 sec.)                            |  |           |
| 2023      | Fruitcake                            | 6 nummers (15 min. 46 sec.)                             |  | EP        |
| 2024 2025 | Short n'Sweet Short n'Sweet (deluxe) | 12 nummers (36 min. 15 sec) 17 nummers (50 min. 59 sec) |  |           |

| Album met eventuele hitnotering(en) in de Nederlandse Album Top 100 | Datum van verschijnen | Datum van binnenkomst | Hoogste positie | Aantal weken | Opmerkingen |
| ------------------------------------------------------------------- | --------------------- | --------------------- | --------------- | ------------ | ----------- |
| Emails I Can't Send                                                 | 2022                  | 20-04-2024            | 19              | 16*          |             |
| Short 'n' Sweet                                                     | 2024                  | 01-09-2024            | 1 (4wk)         | 7*           |             |

| Album met hitnotering(en) in de Vlaamse Ultratop 200 albums | Datum van verschijnen | Datum van binnenkomst | Hoogste positie | Aantal weken | Opmerkingen |
| ----------------------------------------------------------- | --------------------- | --------------------- | --------------- | ------------ | ----------- |
| Evolution                                                   | 2016                  | 22-10-2016            | 181             | 1            |             |
| Emails I Can't Send                                         | 2022                  | 23-07-2022            | 33              | 54*          |             |
| Short 'n' Sweet                                             | 2024                  | 01-09-2024            | 1 (1wk)         | 31*          |             |

### Singles
| Single met eventuele hitnotering(en) in de Nederlandse Top 40 | Datum van verschijnen | Datum van binnenkomst | Hoogste positie | Aantal weken | Opmerkingen               |
| ------------------------------------------------------------- | --------------------- | --------------------- | --------------- | ------------ | ------------------------- |
| On My Way                                                     | 2019                  | 23-03-2019            | tip1            | -            | met Alan Walker & Farruko |
| Skin                                                          | 2021                  | 30-01-2021            | tip13           | -            |                           |
| Espresso                                                      | 2024                  | 04-05-2024            | 3               | 26           |                           |
| Please Please Please                                          | 2024                  | 29-06-2024            | 16              | 13*          |                           |
| Taste                                                         | 2024                  | 29-08-2024            | 3               | 23           | Alarmschijf               |
| Bed Chem                                                      | 2024                  | 09-01-2025            | tip15           | -            |                           |
| Manchild                                                      | 2025                  | 05-06-2025            | 17              | 9            |                           |

| Single met hitnotering(en) in de Vlaamse Ultratop 50 | Datum van verschijnen | Datum van binnenkomst | Hoogste positie | Aantal weken | Opmerkingen               |
| ---------------------------------------------------- | --------------------- | --------------------- | --------------- | ------------ | ------------------------- |
| Thumbs                                               | 2016                  | 11-02-2017            | tip             | -            |                           |
| Why                                                  | 2017                  | 19-08-2017            | tip             | -            |                           |
| Alien                                                | 2018                  | 14-04-2018            | tip             | -            | met Jonas Blue            |
| On My Way                                            | 2019                  | 06-04-2019            | tip             | -            | met Alan Walker & Farruko |
| Skin                                                 | 2021                  | 30-01-2021            | tip29           | -            |                           |
| Espresso                                             | 2024                  | 04-05-2024            | 1(1wk)          | 43           | 2x Platina                |
| Please Please Please                                 | 2024                  | 22-06-2024            | 30              | 15           |                           |
| Taste                                                | 2024                  | 29-08-2024            | 4               | 40           | Goud                      |
| Manchild                                             | 2025                  | 15-06-2025            | 10              | 8*           |                           |

### NPO Radio 2 Top 2000
Van Sabrina Carpenter stond alleen Espresso in 2024 in de NPO Radio 2 Top 2000, op plek 1346.